# Ostryopsis
Ostryopsis és un petit gènere d'arbusts caducifolis dins la família betulàcia. Té dues espècies.
És natiu de l'oest de la Xina i de Mongòlia. Són arbusts de 3-5 m d'alt, amb fulles de disposició alternada doblement serrades de 2-7 cm de llarg. Floreix a la primavera amb aments masculins i femenins separats. Els fruits es formen en grups de 3-5 cm de llarg amb 6-10 llavors en forma de núcules de 4-6 mm de llarg.